# Stefan Đurić
Stefan Đurić (...) è un giocatore di football americano serbo, che gioca nel ruolo di tight end per i Kragujevac Wild Boars.